# Cg'ose Ntcox'o

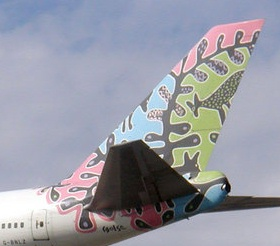
Cola del avión de British Airways.

Cg'ose Ntcox'o (también Xhose Noxo o Cgoise, n. Tsootsha, Ghanzi, ~1950-6 de octubre de 2013) fue una pintora y litógrafa de Botsuana. Iletrada y nacida en una tribu bosquimana, es conocida por el diseño de la cola del avión de British Airways.
Fue miembro de Kuru Art Project dentro de KDT y sus obras solían representar faenas cotidianas de mujeres de su entorno como la recolecta en los velden o la manufactura. Sus personajes, de perfil rechoncho, celebran, por ejemplo, la abundancia del desierto tras una gran lluvia.
Gracias a KDT, Ntcox'o expuso en varios lugares en los años 1990. En 1996, participó con más artistas en el libro-arte Qauqaua en Johannesburgo y British Airways la contrató para decorar los alerones de las líneas «Monde». En 1997, una representante de la compañía fue a verla para firmar el contrato y al ser analfabeta puso una cruz y la representante dijo que «como analfabeta, no necesita dinero» y Ntcox'o recibió la mitad del dinero (~3800£), la otra mitad fue a KDT. En esa época, su marido sufría de tuberculosis y su hija desempleada tenía que ocuparse de su familia numerosa. Así que usó el dinero para comprar siete vacas y construir una cabaña al borde del desierto del Kalahari. En 1998, Cg'ose Ntcox'o descubrió que su obra se había utilizado en muchos aviones y que ella había renunciado sus derechos de autoría al firmar el contrato así que, enojada, pidió una retribución suplementaria por su obra al no haber sido informada sobre el uso que se le daría. Además su obra no fue bien recibida en el Reino Unido, hasta el extremo de que la antigua primera ministra Margaret Thatcher llegó a decir: «Enarbolamos la bandera británica y no esas cosas terribles que meten en la cola».
En 1999, el Tamarind Institute de Albuquerque, organizó un intercambio cultural entre cuatro artistas bosquimanos y cuatro pueblos indígenas de la región. Ntcox'o colaboró con dos litografías representando una interpretación colorista y variada sobre el tema folclórico popular de los "tricksters".
Su hija única falleció ese año y Ntcox'o, devastada, redujo mucho su producción artística.
En 2004, trabajos fueron utilizados para sellos postales de Botsuana.
Falleció en 2008. Pidió acogida a amistades y familiares y finalmente la artista Qgocgae Cao se ocupó de ella hasta que sufrió un ataque cardiaco.